# Schweiz i olympiska vinterspelen 1924
Schweiz deltog i olympiska vinterspelen 1924. Schweiz trupp bestod av 30 idrottare, alla var män.

## Medaljer

### Guld
- Militärpatrull
  - Lag herrar: Denis Vaucher, Alfred Aufdenblatten, Antoine Julen, Alphonse Julen
- Bob
  - Fyra/fem-manna herrar: Heinrich Schläppi, Alfred Schläppi, Eduard Scherrer, Alfred Neveu

### Brons
- Konståkning
  - Singel herrar: Georges Gautschi

## Trupp
- Backhoppning
  - Xaver Affentranger
  - Hans Eidenbenz
  - Alexandre Girard-Bille
  - Peter Schmid

- Bob
  - Alfred Neveu
  - Eduard Scherrer
  - Alfred Schläppi
  - Heinrich Schläppi
  - Alois Faigle
  - Anton Guldener
  - Edmond Laroche
  - Charles Stoffel

- Ishockey
  - Fred Auckenthaler
  - Walter von Siebenthal
  - Edouard Filliol
  - Marius Jaccard
  - Ernest Jacquet
  - Bruno Leuzinger
  - Peter Müller
  - Edouard Mottier
  - René Savoie
  - Donald Unger
  - André Verdeil

- Längdskidåkning
  - Hans Herrmann
  - Simon Julen
  - Alfred Aufdenblatten
  - Xaver Affentranger
  - Hans Eidenbenz
  - Alexandre Girard-Bille
  - Peter Schmid

- Konståkning
  - Georges Gautschi

- Militärpatrull
  - Alfred Aufdenblatten
  - Alphonse Julen
  - Antoine Julen
  - Denis Vaucher

- Nordisk kombination
  - Xaver Affentranger
  - Hans Eidenbenz
  - Alexandre Girard-Bille
  - Peter Schmid